# 老场乡
老场乡，是中华人民共和国四川省雅安市天全县曾经下辖的一个乡。2019年12月，撤销老场乡，原老场乡所属行政区域为仁义镇的行政区域。

## 行政区划
老场乡撤销前下辖以下地区：
老场村、上坝村、六城村、大庙村、红岩村、小落村、共和村、香林村和禾林村。